# Streek-GR Uilenspiegel

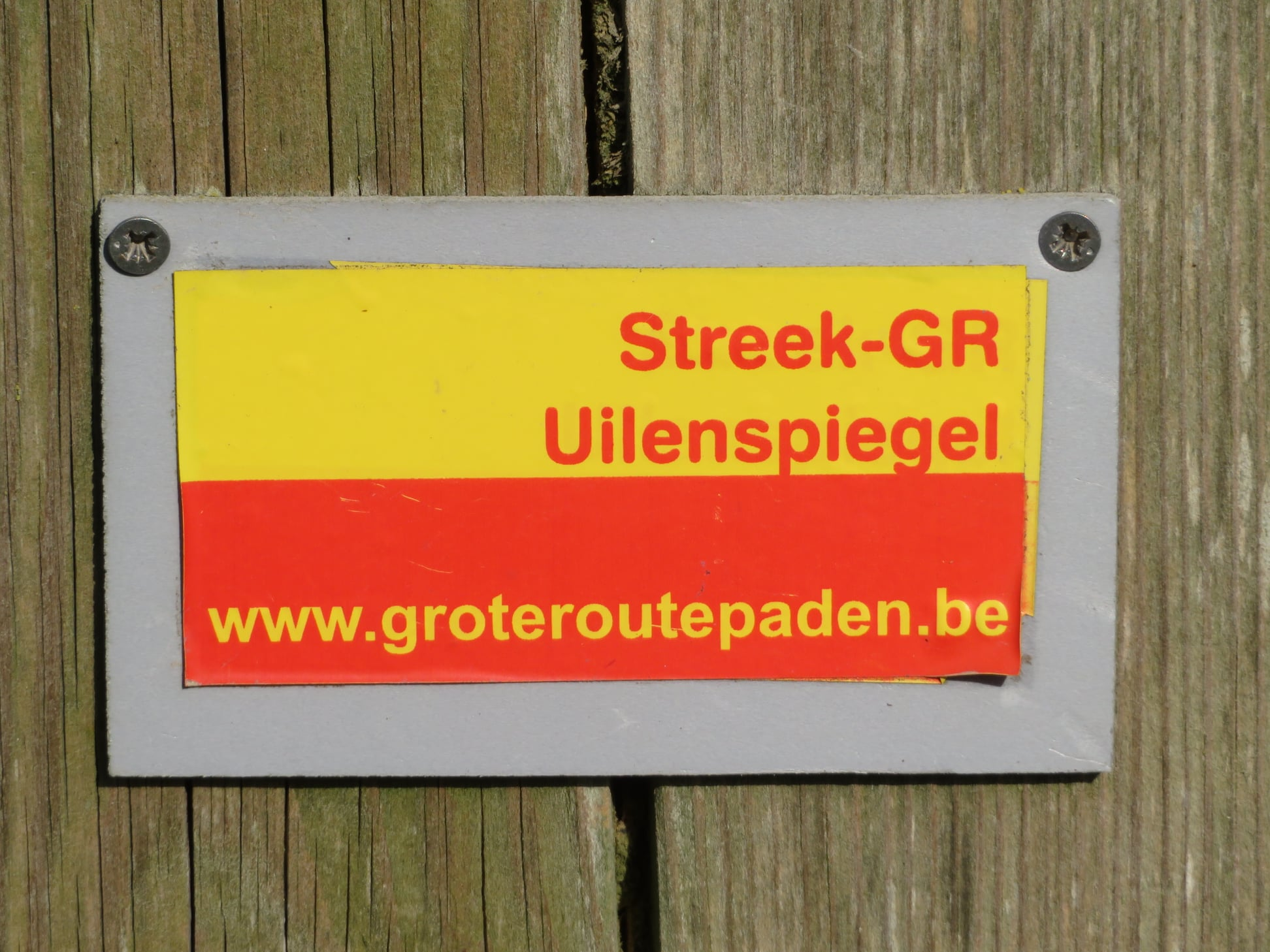
Streek-GR Uilenspiegel

De Streek-GR Uilenspiegel is een GR-pad in Vlaanderen en Nederland (hoofdroute van circa 160 kilometer en Krekenvariante van 50 kilometer). Het lusvormige streekpad is bewegwijzerd met geel-rode markeringen (en wit-rode als ze samenloopt met een andere GR) en doet het Brugse Ommeland, Zeeuws-Vlaanderen en het Meetjesland aan. Het pad is vernoemd naar Tijl Uilenspiegel. De Streek-GR Uilenspiegel loopt onder andere door Damme, Sluis, Oostburg, Terneuzen, Kaprijke, Assenede, Eeklo, Maldegem.
De Krekenvariant van 50 kilometer loopt van Damme naar Watervliet, Aardenburg, Sint-Jan-in-Eremo, Meetjeslands krekengebied (Boerekreek, Blokkreek, Hollandersgatkreek). 